# Ронкобилачо (Болоња)
Ронкобилачо (итал. Roncobilaccio) је насеље у Италији у округу Болоња, региону Емилија-Ромања.
Према процени из 2011. у насељу је живело 256 становника. Насеље се налази на надморској висини од 540 м.